# Charles Valentin
Pour les articles homonymes, voir Valentin.
Charles Valentin, né le 9 janvier 1881 à Gravelines (Nord) et mort le 22 septembre 1939 à Lille (Nord) est un avocat et un homme politique français.

## Biographie
D'origine méridionale par son père (qui est maire de Gravelines de 1904 à 1919), rattaché par sa mère à une vieille famille du Nord, il fait de brillantes études au collège Jean-Bart à Dunkerque puis se lance dans les études de droit.
En 1909, il s'inscrit au Barreau de Dunkerque et choisit de défendre les plus défavorisés.
Il commence une carrière politique dès 1901 dans le Canton de Gravelines. Battu par l'ancien maire de Gravelines Adolphe Torris en 1907, il prend sa revanche 6 années plus tard aux élections de 1913 et devient Conseiller général du Nord.
En 1919, à la suite de la Première Guerre mondiale, il n'est pas réélu dans son canton battu par Gustave Merlin Conseiller municipal de Gravelines. À la suite de cette défaite, il quitte Gravelines pour Dunkerque.
Candidat officiel de la SFIO pour les élections cantonales 1922 et 1928 dans le Canton de Dunkerque-Ouest.
Le 10 mai 1925 à la tête du Cartel des gauches il remporte les municipales, et devient Maire de Dunkerque en battant Henri Terquem maire depuis le 19 mai 1908.
Neuf ans plus tard, le 14 octobre 1934 quinze ans après avoir quitté l'Hémicycle du département il remporte les    élections cantonales de 1934 en battant Germain Van Eeckloo Maire de Petite-Synthe et devient Conseiller général de Dunkerque-Ouest.
Dans la dynamique du Front populaire il est élu le 3 mai 1936 Député de la 1re circonscription de Dunkerque inscrit au groupe SFIO.
Élu par une région maritime, il est membre de la commission de la marine marchande et de la commission de la marine militaire. C'est à ce titre qu'il est chargé de présenter l'avis de la commission de la marine marchande sur les propositions de loi et de résolution relatives au vote par correspondance, par procuration ou à bord des navires, des inscrits maritimes et du personnel navigant. Il intervient lors de la discussion d'un projet de loi modifiant le code du travail maritime et d'un projet de loi relatif aux conventions collectives du travail et aux procédures d'arbitrage et de conciliation. Il soutient également plusieurs textes portant amnistie pour les fonctionnaires et ouvriers frappés à la suite de faits de grève. Il est aussi favorable au réajustement des rentes des victimes d'accidents du travail et à une proposition de loi relative aux locations en meublé.
À l'occasion de la discussion du budget de la Justice pour 1938, il interroge le gouvernement sur le problème de la détention préventive et se prononce en faveur de l'institution de la représentation proportionnelle pour l'élection des députés.
Le 20 septembre 1939 à 7 h 26, la voiture qui l'emmène à la gare de Lille percute un tramway à Lomme, Charles Valentin meurt deux jours plus tard malgré les soins prodigués par Oscar Lambret. Dans l'intervalle, Olympe Démarez, 1re avocate du Nord, native de Rejet-de-Beaulieu, sa collaboratrice depuis 1908 puis sa compagne, l'épouse.

## Hommage
- Une place de Dunkerque porte son nom depuis le 6 juillet 1946[9].
- Une place de Gravelines a porté son nom du 26 septembre 1950[10] au 19 décembre 2012 où elle a pris le nom de place Albert Denvers, la rue de Dunkerque devient rue de Dunkerque-Charles Valentin depuis cette date[11].

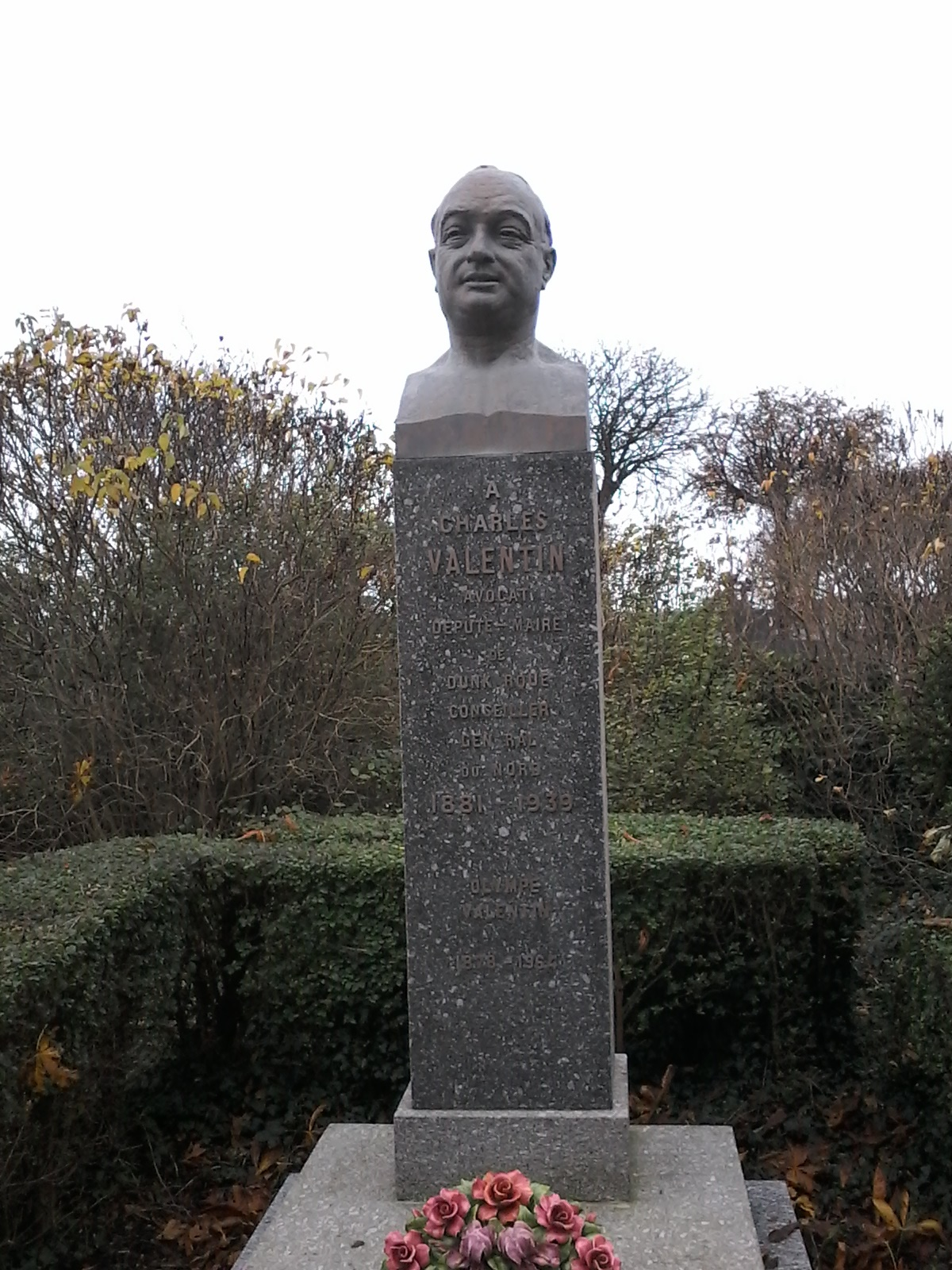
Tombe de Charles Valentin au cimetière de Dunkerque.
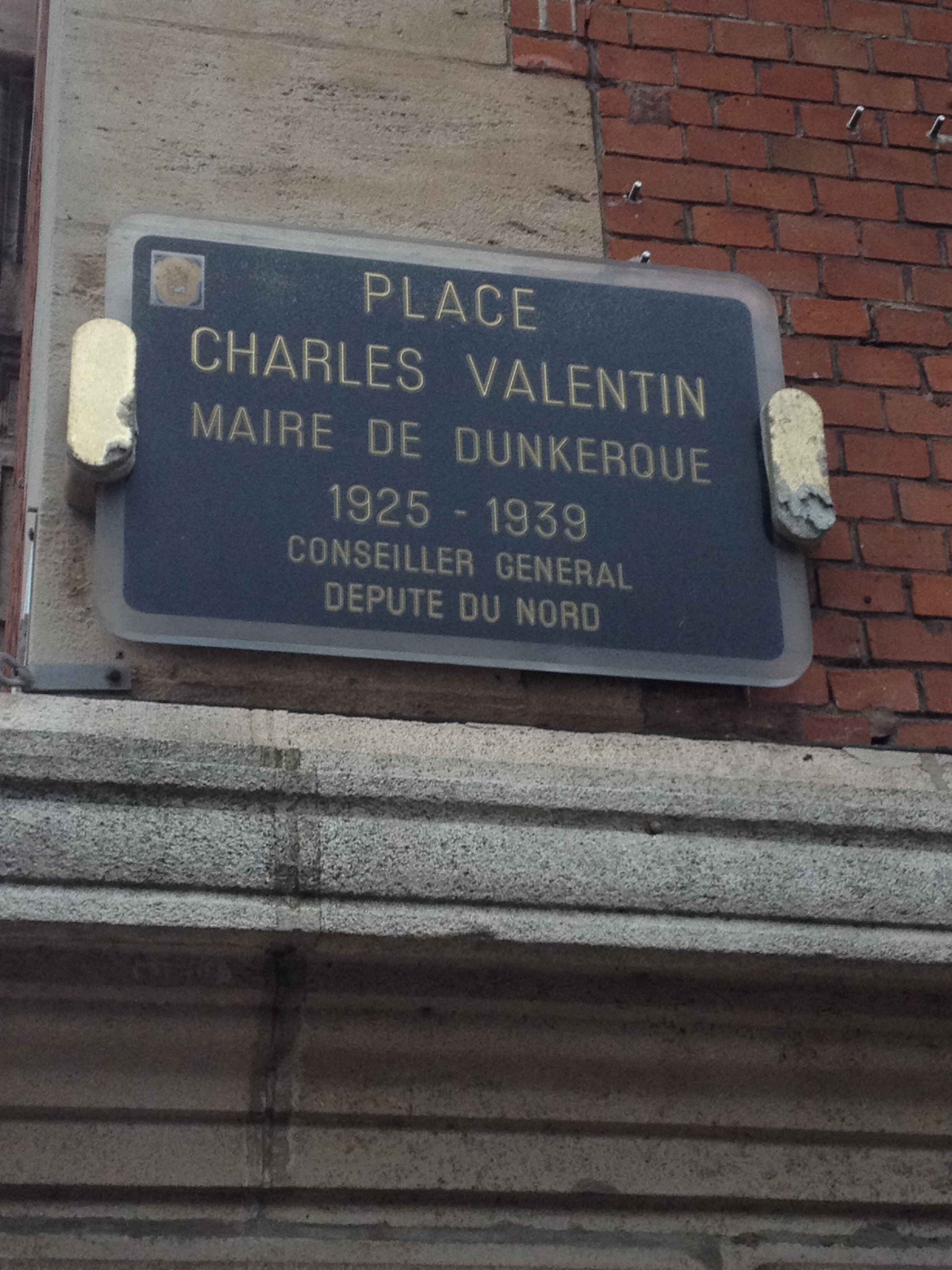
Plaque de rue place Charles-Valentin à Dunkerque.
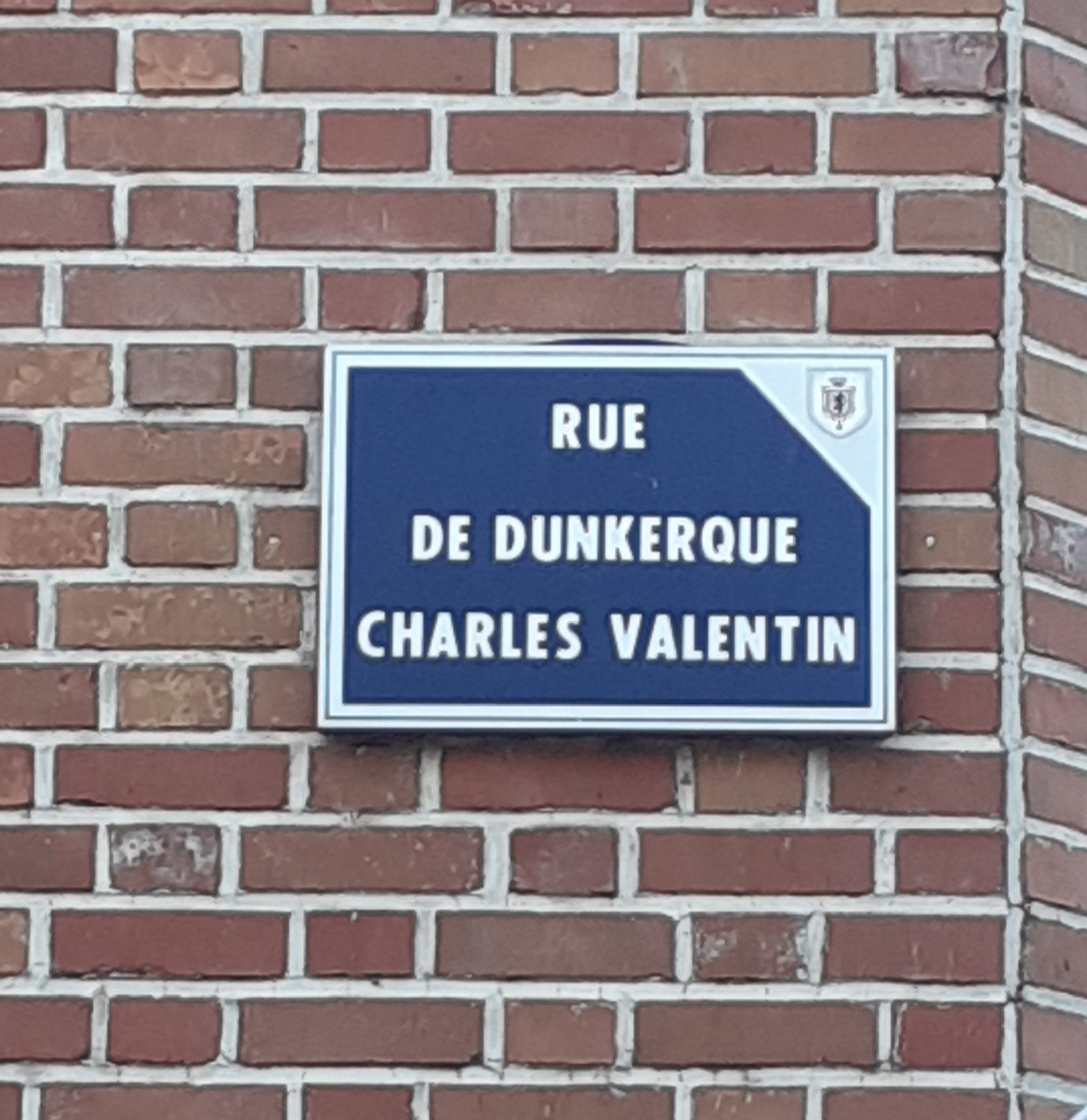
Plaque de rue Dunkerque-Charles Valentin à Gravelines.

## Sources
- « Charles Valentin », dans le Dictionnaire des parlementaires français (1889-1940), sous la direction de Jean Jolly, PUF, 1960 [détail de l’édition]